# بي إم دبليو آي أكس
بي إم دبليو آي أكس هي سيارة كروس أوفر فاخرة كهربائية من إنتاج شركة بي إم دبليو.بدأ إنتاج السيارة في 2020.